# Holachten Indian Reserve 8
Holachten Indian Reserve 8 är ett reservat i Kanada.   Det ligger i provinsen British Columbia, i den södra delen av landet, 3 500 km väster om huvudstaden Ottawa.
I omgivningarna runt Holachten Indian Reserve 8 växer i huvudsak barrskog. Runt Holachten Indian Reserve 8 är det ganska tätbefolkat, med 248 invånare per kvadratkilometer.